# Lubowo, huyện Koszaliński
Lubowo [luˈbɔvɔ] (tiếng Đức: Lubow)  là một ngôi làng thuộc khu hành chính của Gmina Bobolice, thuộc quận Koszalin, West Pomeranian Voivodeship, ở phía tây bắc Ba Lan. Nó nằm khoảng 12 kilômét (7 mi)  phía bắc Bobolice, 32 km (20 mi) phía đông nam Koszalin, và 152 km (94 mi) về phía đông bắc của thủ đô khu vực Szczecin.
Trước năm 1945, khu vực này là một phần của Đức. Đối với lịch sử của khu vực, xem Lịch sử của Pomerania.